# Angelo Comastri

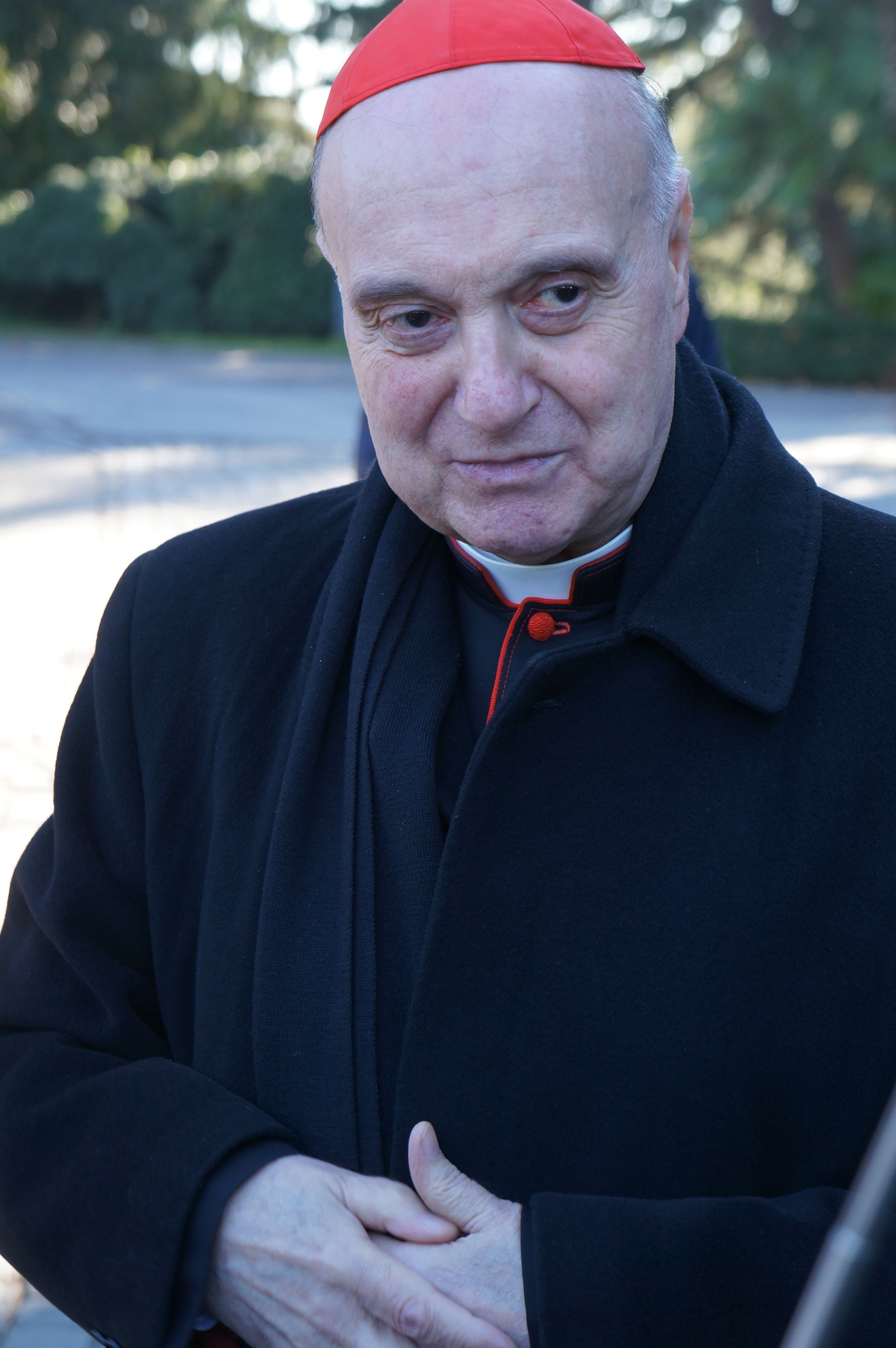
Angelo Kardinal Comastri (2012)

Angelo Kardinal Comastri (* 17. September 1943 in Sorano, Provinz Grosseto, Italien) ist ein italienischer Geistlicher und emeritierter Kurienkardinal der römisch-katholischen Kirche. Er war Erzpriester des Petersdoms, Generalvikar des Papstes für die Vatikanstadt und Präsident der Fabbrica di San Pietro (Dombauhütte von Sankt Peter).

## Leben
Nach seiner Schulzeit an den Seminaren von Pitigliano und Viterbo sowie dem Studium der Katholischen Theologie und Philosophie an der Lateranuniversität, wo er das Lizentiat der Theologie erwarb, empfing Comastri am 11. März 1967 durch Bischof Luigi Boccadoro in der Pfarrkirche seiner Heimatstadt Sorano das Sakrament der Priesterweihe. Anschließend wirkte er zunächst am Kleinen Seminar in Pitigliano und wurde 1968 als Mitarbeiter in der Kongregation für die Bischöfe berufen.
1971 kehrte er an das Seminar in Pitigliano zurück, zu dessen Regens er berufen worden war, und wurde 1979 Pfarrer der Pfarrei Santo Stefano Protomartire in Porto Santo Stefano. Papst Johannes Paul II. verlieh ihm am 19. April 1985 den Ehrentitel Kaplan Seiner Heiligkeit (Monsignore).
Am 25. Juli 1990 ernannte Johannes Paul II. ihn zum Bischof von Massa Marittima-Piombino. Die Bischofsweihe spendete ihm der Kardinalpräfekt der Kongregation für die Bischöfe, Bernardin Kardinal Gantin, am 12. September desselben Jahres. 1994 verzichtete Comastri auf die Leitung seines Bistums, nachdem er zum Präsidenten des nationalen Vorbereitungskomitees für das Heilige Jahr 2000 berufen wurde. Johannes Paul II. verlieh ihm am 9. November 1996 den persönlichen Rang eines Erzbischofs und ernannte ihn zum Prälaten der Territorialprälatur Loreto sowie zum Päpstlichen Gesandten für das Heiligtum in Loreto.

Kardinalswappen Comastris

Am 5. Februar 2005 wurde Comastri Präsident der Dombauhütte von Sankt Peter, Koadjutor des Erzpriesters der Patriarchalbasilika St. Peter und Generalvikar Seiner Heiligkeit für die Vatikanstadt. Als der Papst am 31. Oktober 2006 den altersbedingten Rücktritt Kardinal Francesco Marchisanos vom Amt des Erzpriesters von St. Peter annahm, folgte er diesem kraft Gesetzes nach.
Am 24. November 2007 nahm ihn Benedikt XVI. als Kardinaldiakon mit der Titeldiakonie San Salvatore in Lauro in das Kardinalskollegium auf. Angelo Kardinal Comastri ist Mitglied der Kongregation für die Selig- und Heiligsprechungsprozesse (seit 2005, bestätigt 2008 und 2013) und der Päpstlichen Akademie der Unbefleckten Empfängnis. Kardinal Comastri nahm am Konklave 2013 teil, das Papst Franziskus wählte.
Am 19. Mai 2018 wurde er von Papst Franziskus unter Beibehaltung seiner Titeldiakonie als Titelkirche pro hac vice zum Kardinalpriester ernannt.
Papst Franziskus nahm am 20. Februar 2021 seinen Rücktritt von den Ämtern des Erzpriesters der Patriarchalbasilika St. Peter und des Generalvikars für die Vatikanstadt sowie von der Leitung der Dombauhütte an.
Am Ostersonntag 2025 hielt er – in Vertretung für Papst Franziskus und einen Tag vor dessen Tod – die Ostermesse auf dem Petersplatz.

## Preseminario San Pio X

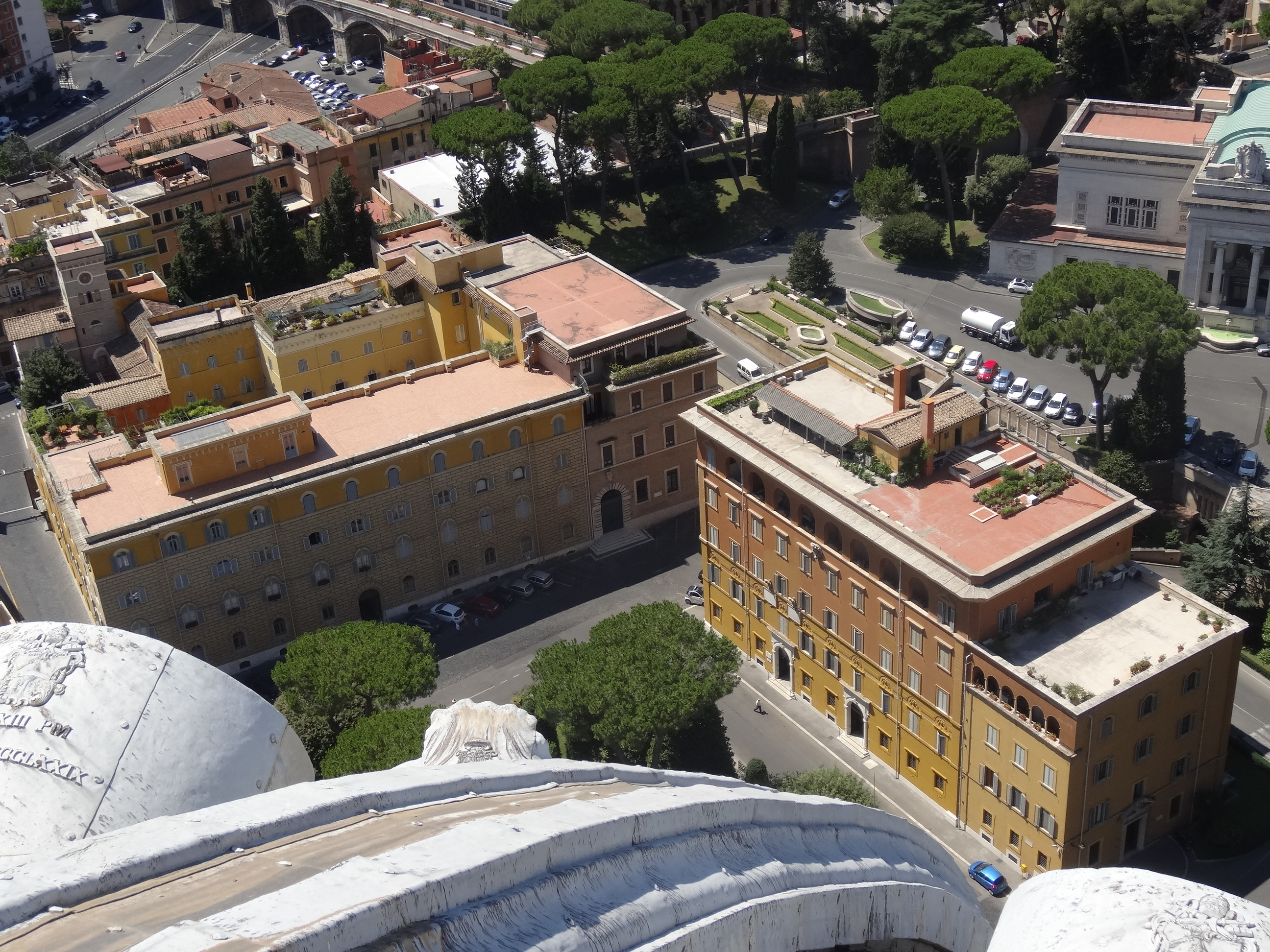
Blick von der Kuppel des Petersdoms auf den Palazzo San Carlo (links), wo sich die Dienstwohnung des Erzpriesters von St. Peter (Mitte) und die Schlafsäle des Knabenseminars San Pio X (hinterer Flügel) befinden. Rechts der Palast des Tribunals, wo das Verfahren stattfindet.

Kardinal Comastri ist im Rahmen der Missbrauchskrise in der römisch-katholischen Kirche eine Schlüsselfigur im ersten juristisch offenbar gewordenen Fall von Kindesmissbrauch durch Kleriker, der sich unmittelbar innerhalb des Vatikanstaates abgespielt haben soll. Als Erzpriester des Petersdoms war er als Vertreter des Bischofs von Rom für das vatikanische Präseminar St. Pius X. zuständig, ein Internat für Jungen im Alter von 11 bis 14 Jahren, die im Petersdom als Ministranten dienen und sich für eine Priesterlaufbahn interessieren. Dort ist es nach der Darstellung von Gianluigi Nuzzi in seinem im Herbst 2017 erschienenen Enthüllungsbuch Peccato originale (deutsch Erbsünde, Zürich 2018) in den Jahren vor 2012/13 zu Missbrauchstaten an minderjährigen Zöglingen durch einen jungen Priesteramtskandidaten und Internatserzieher gekommen, der von der Internatsleitung gedeckt wurde. Die vatikanische Anklagebehörde erhob nach zweijährigen Ermittlungen der italienischen Staatsanwaltschaft und der vatikanischen Strafverfolgungsbehörden im Herbst 2019 Anklage gegen den 2017 zum Priester geweihten, mutmaßlichen Täter sowie wegen Beihilfe auch gegen den früheren Rektor (2002–2014) des Knabenseminars. Kardinal Comastri hatte mit anderen Kurialen 2012 und 2013 anonyme Hinweise auf die Missbrauchsvorfälle erhalten und in Absprache mit Kardinal Angelo Sodano zusammen mit seinem Sekretär, Kurienbischof Vittorio Lanzani, sowie dem Bischof von Como Diego Coletti nachgeforscht, aber keine Anhaltspunkte für die Stichhaltigkeit des Verdachts gefunden. Im Sommer 2014 war er schließlich direkt von einem Zeugen über Einzelheiten informiert worden, hatte aber außer dem Austausch der Leitung des Seminars nichts mehr unternommen. 2017 hatte er nach den Veröffentlichungen Nuzzis behauptet, in dem Seminar habe es keinen Missbrauch gegeben und die Vorwürfe seien von dem Zeugen erfunden worden, um sich an seinen Ausbildern zu rächen. Die Anklageerhebung im Vatikan ist durch eine Verfügung von Papst Franziskus möglich geworden, der die bis dahin geltende einjährige Verjährungsfrist am 29. Juli 2018 rückwirkend aufgehoben hat.
Das Verfahren begann am 6. Oktober 2020 nach mehrjähriger Vorbereitung durch die vatikanische Staatsanwaltschaft, die für den inzwischen zum Priester geweihten Hauptangeklagten sechs Jahre Gefängnis beantragte. Der erste Prozess endete im Oktober 2021 zunächst mit den Freisprüchen beider Angeklagten wegen mangelnder Beweise bzw. im Falle des ehemaligen Rektors Verjährung. Während des Prozesses hatte der Papst Kardinal Comastri im Februar 2021 in den Ruhestand entlassen und das 1956 gegründete vatikanische Knabenseminar im Mai 2021 geschlossen und nach außerhalb des Vatikans verlegt. In der Berufungsinstanz wurde der Täter am 23. Januar 2024 wegen Verderbnis von Minderjährigen zu einer Freiheitsstrafe von zwei Jahren und sechs Monaten verurteilt, vom Vorwurf sexueller Gewalt allerdings erneut wegen Mangels an Beweisen freigesprochen. Da noch ein Kassationsverfahren anhängig ist, ist das Urteil noch nicht rechtskräftig. Der ehemalige Rektor wurde nicht mehr belangt; gegen beide Priester, die dem Bistum Como angehören, bleiben jedoch bestimmte kanonische Auflagen in Kraft. Kardinal Comastri war zu keinem Zeitpunkt beschuldigt oder angeklagt. Eine 2024 erschienene investigative Recherche des italienischen Journalisten Giuseppe Pietrobelli (* 1953) rekonstruiert den Skandal um die „Messdiener des Papstes“ ausführlich und behandelt auch die Rolle von Angelo Comastri sowie die Frage, wann Papst Franziskus von den Vorwürfen erfahren hat.